# Cinturão Negro

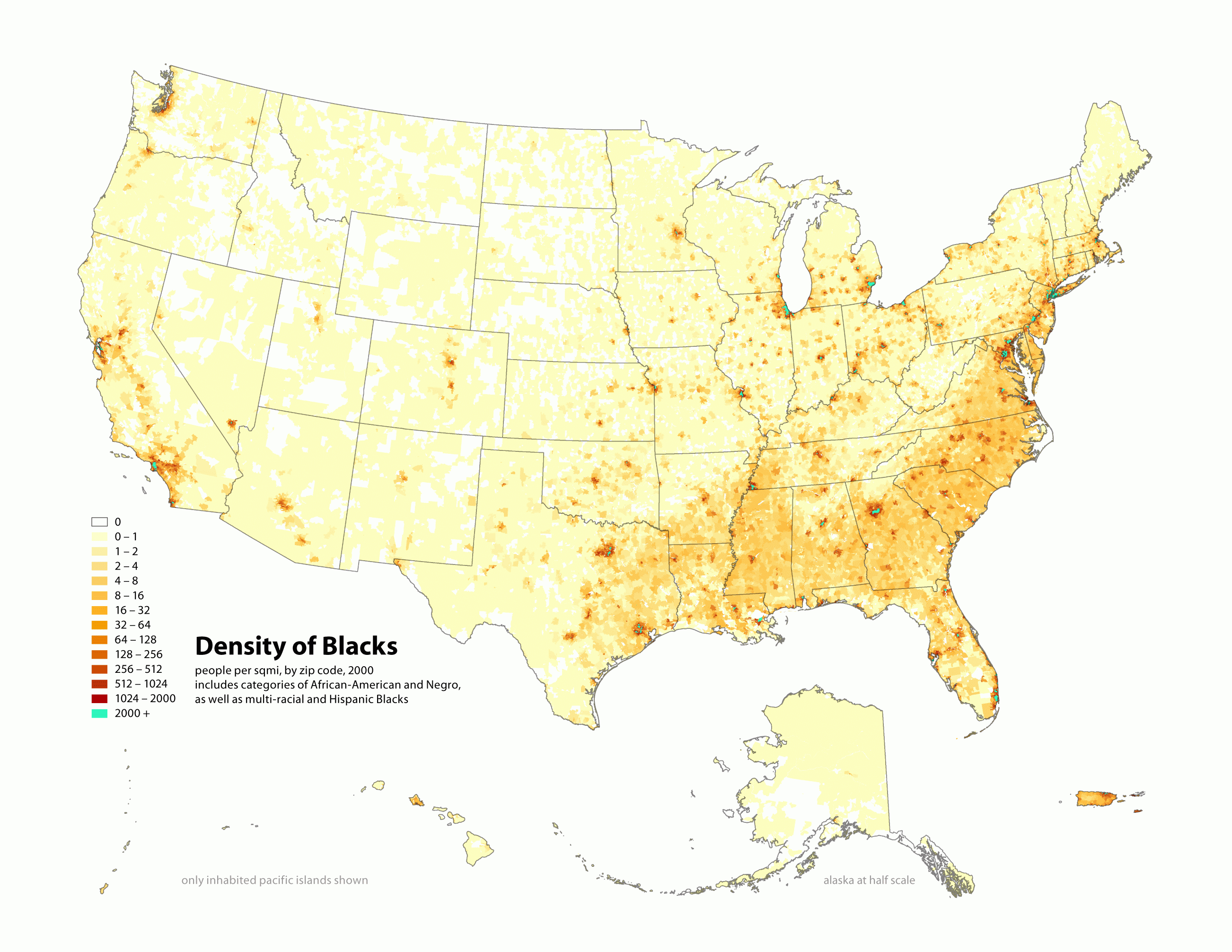
A zona do Black Belt fica no sudeste dos Estados Unidos, onde é maior o número de habitantes afro-americanos. O mapa mostra a densidade da comunidade afro-americana nos Estados Unidos.

O Cinturão Negro (em inglês: Black Belt) é uma zona geográfica em forma de serpente no sudeste dos Estados Unidos e na qual vive uma percentagem elevada de afro-americanos. Contém cerca de 600 condados em treze estados: Alabama, Arkansas, Florida, Geórgia, Kentucky, Luisiana, Maryland, Mississippi, Carolina do Norte, Carolina do Sul, Tennessee, Texas e Virgínia.
Estes condados caracterizam-se por um declínio rural e falhas no sistema de educação, sofrendo um maior índice (quando comparado com o resto do país) de problemas sociais agudos como a grande pobreza, saúde de má qualidade, falta de qualidade das habitações e desemprego.

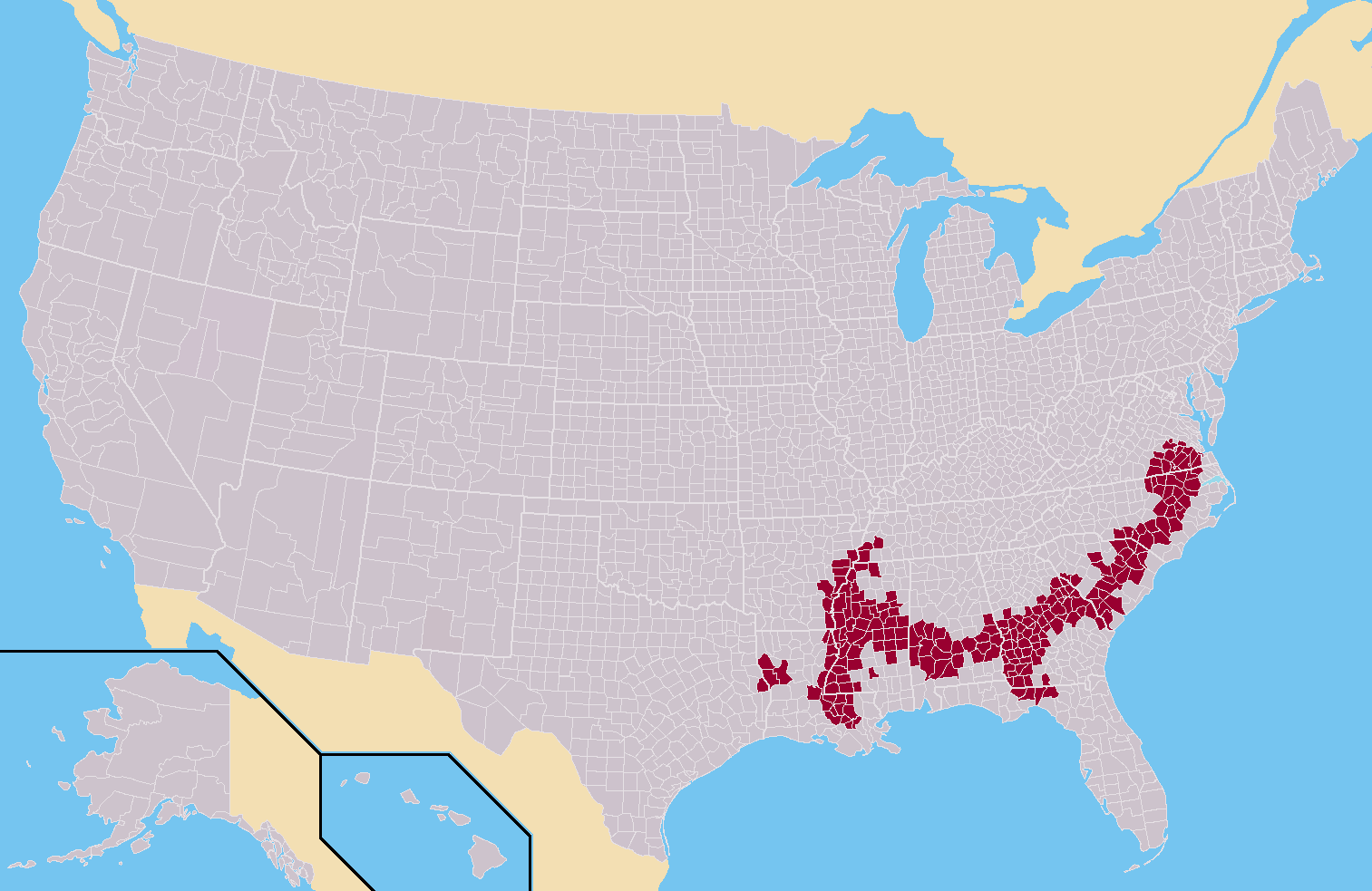
Localização do Black Belt nos Estados Unidos